# Viel-Arcy
Viel-Arcy is een gemeente in het Franse departement Aisne (regio Hauts-de-France) en telt 167 inwoners (2004). De plaats maakt deel uit van het arrondissement Soissons.

## Geografie
De oppervlakte van Viel-Arcy bedraagt 6,6 km², de bevolkingsdichtheid is 25,3 inwoners per km².
De onderstaande kaart toont de ligging van Viel-Arcy met de belangrijkste infrastructuur en aangrenzende gemeenten.

## Demografie
Onderstaande figuur toont het verloop van het inwonertal (bron: INSEE-tellingen).
Vanwege een beveiligingsprobleem met de MediaWiki Graph-software is het momenteel niet mogelijk deze grafiek weer te geven. Zodra de software is bijgewerkt zal de grafiek vanzelf weer zichtbaar worden.